# LAPTM4A
LAPTM4A (англ. Lysosomal protein transmembrane 4 alpha) – білок, який кодується однойменним геном, розташованим у людей на короткому плечі 2-ї хромосоми.  Довжина поліпептидного ланцюга білка становить 233 амінокислот, а молекулярна маса — 26 801.
| 10         |  | 20         |  | 30         |  | 40         |  | 50         |
| ---------- |  | ---------- |  | ---------- |  | ---------- |  | ---------- |
| MVSMSFKRNR |  | SDRFYSTRCC |  | GCCHVRTGTI |  | ILGTWYMVVN |  | LLMAILLTVE |
| VTHPNSMPAV |  | NIQYEVIGNY |  | YSSERMADNA |  | CVLFAVSVLM |  | FIISSMLVYG |
| AISYQVGWLI |  | PFFCYRLFDF |  | VLSCLVAISS |  | LTYLPRIKEY |  | LDQLPDFPYK |
| DDLLALDSSC |  | LLFIVLVFFA |  | LFIIFKAYLI |  | NCVWNCYKYI |  | NNRNVPEIAV |
| YPAFEAPPQY |  | VLPTYEMAVK |  | MPEKEPPPPY |  | LPA        |  |            |

A: Аланін

C: Цистеїн

D: Аспарагінова кислота

E: Глутамінова кислота

F: Фенілаланін

G: Гліцин

H: Гістидин

I: Ізолейцин

K: Лізин

L: Лейцин

M: Метіонін

N: Аспарагін

P: Пролін

Q: Глутамін

R: Аргінін

S: Серин

T: Треонін

V: Валін

W: Триптофан

Задіяний у таких біологічних процесах як транспорт, ацетиляція. 
Локалізований у мембрані.